# Iglesia del Corazón Inmaculado de María (Florencia)
La Iglesia del Corazón Inmaculado de María  es una iglesia parroquial colombiana de culto católico consagrada bajo la advocación al Inmaculado Corazón de María. Se localiza en el barrio Torasso, en el norte del municipio colombiano de Florencia, capital del departamento de Caquetá. Pertenece a la Vicaría de Nuestra Señora de Lourdes en la Arquidiócesis de Florencia.

## Historia
Es el segundo templo católico construido en Florencia. Fue edificado por el padre consolato Ángel Cuniberti y entregado a la feligresía el 8 de diciembre de 1966.
En esta parroquia se encuentra una estatua de la Virgen de la Consolata, traída de Italia y elaborada en madera de árbol de ciprés. Fue donada inicialmente a la parroquia del municipio de Albania, pero fue devuelta por el corregidor de este municipio en el año de 1952. Luego pasó a manos del municipio de Morelia, donde estuvo a la intemperie, hasta que en una visita de los misioneros consolatos la rescataron, para donarla a la parroquia del barrio Torasso, donde fue restaurada y coronada por el obispo Cuniberti.